# Pender County
Pender County ist ein County im Bundesstaat North Carolina der Vereinigten Staaten. Der Verwaltungssitz (County Seat) ist Burgaw.

## Geographie
Das County liegt im Südosten von North Carolina, grenzt an den Atlantik, ist im Südwesten etwa 65 km vom South Carolina entfernt und hat eine Fläche von 2416 Quadratkilometern, wovon 160 Quadratkilometer Wasserfläche sind. Es grenzt im Uhrzeigersinn an folgende Countys: Duplin County, Onslow County, New Hanover County, Brunswick County, Columbus County, Bladen County und Sampson County.
Pender County ist in zehn Townships aufgeteilt: Burgaw, Canetuck, Caswell, Columbia, Grady, Holly, Long Creek, Rocky Point, Topsail und Union.

## Geschichte
Pender County wurde am 16. Februar 1875 aus Teilen des New Hanover County gebildet. Benannt wurde es nach William Dorsey Pender, einem General der Konföderierten während des Amerikanischen Bürgerkriegs, der bei der Schlacht von Gettysburg getötet wurde.

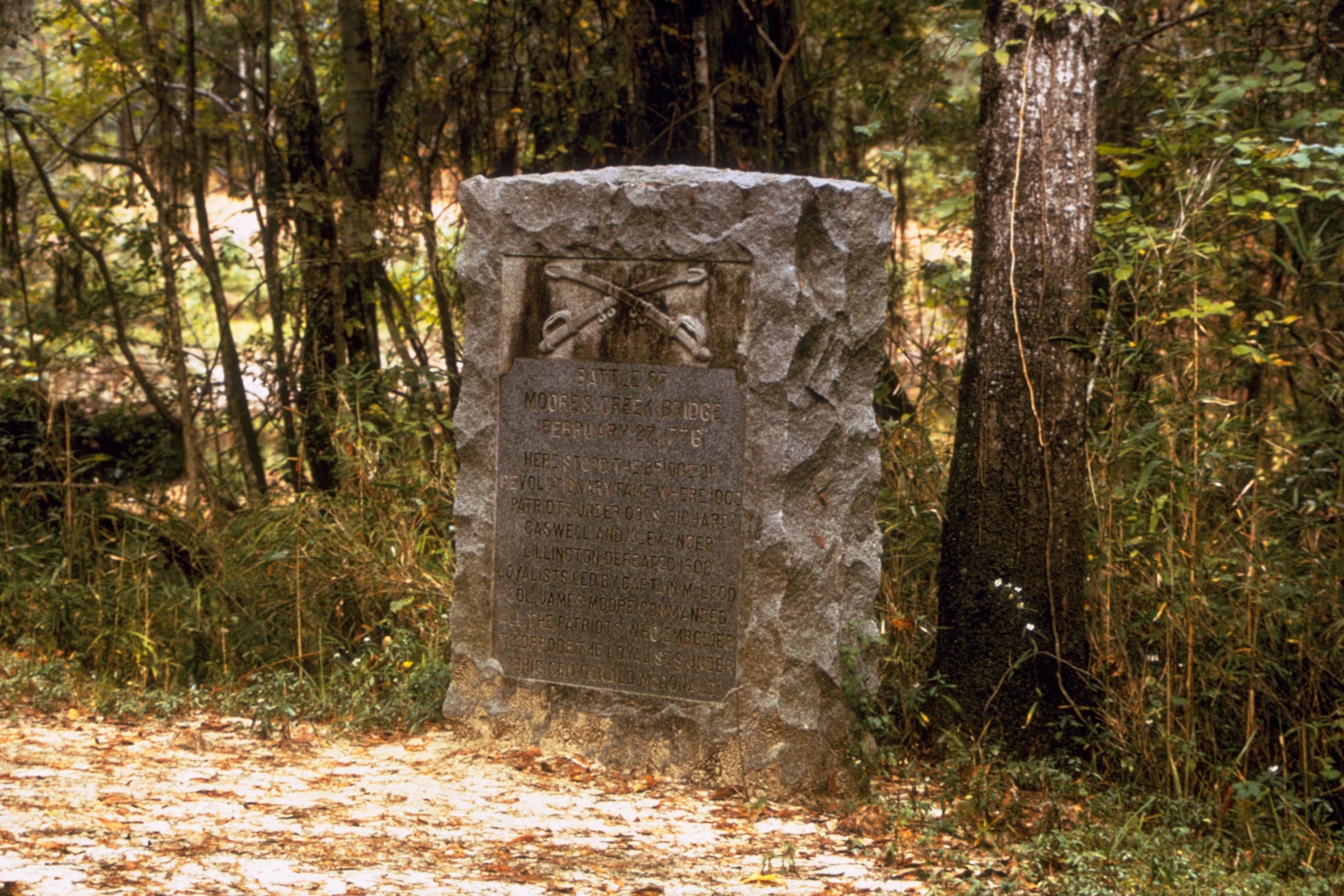
Gedenkstein im Moores Creek National Battlefield

Im County liegt ein National Battlefield, das Moores Creek National Battlefield. 14 Bauwerke und Stätten des Countys sind insgesamt im National Register of Historic Places eingetragen (Stand 21. Februar 2018).

## Demografische Daten
Nach der Volkszählung im Jahr 2000 lebten im Pender County 41.082 Menschen in 16.054 Haushalten und 11.719 Familien. Die Bevölkerungsdichte betrug 18 Einwohner pro Quadratkilometer. Ethnisch betrachtet setzte sich die Bevölkerung zusammen aus 72,74 Prozent Weißen, 23,58 Prozent Afroamerikanern, 0,49 Prozent amerikanischen Ureinwohnern, 0,18 Prozent Asiaten, 0,03 Prozent Bewohnern aus dem pazifischen Inselraum und 2,03 Prozent aus anderen ethnischen Gruppen; 0,94 Prozent stammten von zwei oder mehr Ethnien ab. 3,64 Prozent der Bevölkerung waren spanischer oder lateinamerikanischer Abstammung.
Von den 16.054 Haushalten hatten 29,4 Prozent Kinder unter 18 Jahren, die bei ihnen lebten. 57,9 Prozent davon waren verheiratete, zusammenlebende Paare, 11,2 Prozent waren allein erziehende Mütter und 27,0 Prozent waren keine Familien. 22,9 Prozent waren Singlehaushalte und in 8,5 Prozent lebten Menschen mit 65 Jahren oder älter. Die Durchschnittshaushaltsgröße betrug 2,49 und die durchschnittliche Familiengröße war 2,90 Personen.
23,2 Prozent der Bevölkerung waren unter 18 Jahre alt. 7,4 Prozent zwischen 18 und 24 Jahre, 29,5 Prozent zwischen 25 und 44 Jahre, 25,8 Prozent zwischen 45 und 64, und 14,1 Prozent waren 65 Jahre alt oder Älter. Das Durchschnittsalter betrug 39 Jahre. Auf alle weibliche Personen kamen 101,2 männliche Personen. Auf alle Frauen im Alter von 18 Jahren oder darüber kamen 99,5 Männer.
Das jährliche Durchschnittseinkommen eines Haushalts betrug 35.902 US-Dollar und das jährliche Durchschnittseinkommen einer Familie betrug 41.633 USD. Männer hatten ein durchschnittliches Einkommen von 31.424 USD gegenüber den Frauen mit 21.623 USD. Das Pro-Kopf-Einkommen betrug 17.882 USD. 13,6 Prozent der Bevölkerung und 9,5 Prozent der Familien lebten unterhalb der Armutsgrenze. 18,6 Prozent von ihnen sind Kinder und Jugendliche unter 18 Jahre und 14,4 Prozent sind 65 Jahre oder älter.